# يوسوكي سايتو
يوسوكي سايتو (باليابانية: 斎藤 陽介) (7 أبريل 1988 في سيتاغايا في اليابان – )؛ هو لاعب كرة قدم ياباني سابق كان يلعب كمهاجم.

## وصلات خارجية
- يوسوكي سايتو على موقع اتحاد إستونيا (الإنجليزية)
- يوسوكي سايتو على موقع رابطة كرة القدم اليابانية للمحترفين (اليابانية)
- يوسوكي سايتو على موقع قاعدة بيانات كرة القدم.إي يو (الإنجليزية)
- يوسوكي سايتو على موقع Soccerway.com (الإنجليزية)
- يوسوكي سايتو على موقع عالم كرة القدم.نت (الإنجليزية)